# Поперечный (Волгоградская область)
Поперечный — сельский населённый пункт в Котельниковском районе Волгоградской области. Административный центр Попереченского сельского поселения.

## География
Хутор расположен в пересечённой местности в 37 км к юго-востоку от города Котельниково. Балка Поперечная разделяет хутор две равные части.

## История
Хутор основан в 1880 году на арендных землях переселенцами из Воронежской губернии. В 1928 году в хуторе построили первую саманную школу, в 1930 году появилась деревянная школа (c 1932 года — семилетняя). По состоянию на 1936 год хутор — центр Попереченского сельсовета Котельниковского района Сталинградской (Волгоградской) области.
В годы Великой Отечественной войны на фронт ушло практически всё мужское население хутора.
В 1960 году колхоз № 17 хутора Поперечный был преобразован в отделение № 2 совхоза «Выпасной». В 1962 году построена новая улица, которую в 1964 году улицу заселили переселенцы из Тульской области. В 1965 году Попереченский сельсовет был присоединён к Выпасновскому сельсовету (вновь образован в 1978 году). В 1973 году построена новая кирпичная школа, начали проводить водопровод.

## Население
| 2010 |
| ---- |
| 600  |